# 2018–2019-es EHF-bajnokok ligája (egyenes kieséses szakasz)
Ez a cikk ismerteti a 2018–2019-es EHF-bajnokok ligája egyenes kieséses szakaszának eredményeit.

## Résztvevők
A csoportkörből 14 csapat jutott az egyenes kieséses szakaszba. Az A és B csoport győztese automatikusan a negyeddöntőbe jutott, a többi 12 csapat egy oda-visszavágós párharc megnyerésével juthat a legjobb 8 közé.
| Csoport                               | Nyolcaddöntőbe jutott | Legjobb 14 csapat közé került | Legjobb 14 csapat közé került | Legjobb 14 csapat közé került | Legjobb 14 csapat közé került | Legjobb 14 csapat közé került |                      |
| Csoport                               | 1. helyezett          | 2. helyezett                  | 3. helyezett                  | 4. helyezett                  | 5. helyezett                  | 6. helyezett                  |                      |
| ------------------------------------- | --------------------- | ----------------------------- | ----------------------------- | ----------------------------- | ----------------------------- | ----------------------------- | -------------------- |
| A csoport                             | FC Barcelona          | Telekom Veszprém KC           | Vardar Szkopje                | Vive Tauron Kielce            | Rhein-Neckar Löwen            | Meskov Breszt                 |                      |
| B csoport                             | Paris Saint-Germain   | Pick Szeged                   | Flensburg-Handewitt           | HBC Nantes                    | Motor Zaporizzsja             | RK Zagreb                     |                      |
| C és D csoport rájátszásának győztese |                       | Sporting Wisła Płock          | Sporting Wisła Płock          | Sporting Wisła Płock          | Sporting Wisła Płock          | Sporting Wisła Płock          | Sporting Wisła Płock |

## Nyolcaddöntők
A nyolcaddöntőkben az első mérkőzést a rosszabb csoporthelyezéssel érkező csapat otthonában rendezték, a visszavágó pedig a jobb csoporthelyezést elérő csapat otthonában volt.
| 1. csapat          | Össz. | 2. csapat           | 1. mérk. | 2. mérk. |
| ------------------ | ----- | ------------------- | -------- | -------- |
| Sporting           | 57-65 | Telekom Veszprém KC | 28–30    | 29–35    |
| Wisła Płock        | 36-45 | Pick Szeged         | 20–22    | 16–23    |
| RK Zagreb          | 48-59 | Vardar Szkopje      | 18–27    | 30–32    |
| Meskov Breszt      | 48-60 | Flensburg-Handewitt | 28–30    | 20–30    |
| Motor Zaporizzsja  | 62-67 | Vive Targi Kielce   | 33–33    | 29–34    |
| Rhein-Neckar Löwen | 61-62 | HBC Nantes          | 34–32    | 27–30    |

| 2019. március 24. 17:00 | Sporting  | 28–30       | Telekom Veszprém KC | Pavilhão João Rocha, Lisszabon Nézőszám: 2903 Játékvezetők: Elíasson, Pálsson (ISL) |
| 2019. március 24. 17:00 | Ghionea 7 | (15–14)     | Nenadić 9           | Pavilhão João Rocha, Lisszabon Nézőszám: 2903 Játékvezetők: Elíasson, Pálsson (ISL) |
| 2019. március 24. 17:00 | 4× 2×     | Jegyzőkönyv | 3× 3×               | Pavilhão João Rocha, Lisszabon Nézőszám: 2903 Játékvezetők: Elíasson, Pálsson (ISL) |

| 2019. március 30. 17:30 | Telekom Veszprém KC | 35–29       | Sporting        | Veszprém Aréna, Veszprém Nézőszám: 5019 Játékvezetők: Brunner, Salah (SUI) |
| 2019. március 30. 17:30 | Štrlek 7            | (17–14)     | három játékos 6 | Veszprém Aréna, Veszprém Nézőszám: 5019 Játékvezetők: Brunner, Salah (SUI) |
| 2019. március 30. 17:30 | 2× 2×               | Jegyzőkönyv | 3× 2×           | Veszprém Aréna, Veszprém Nézőszám: 5019 Játékvezetők: Brunner, Salah (SUI) |

| 2019. március 24. 16:00 | Wisła Płock      | 20–22       | Pick Szeged | Orlen Arena, Płock Nézőszám: 4000 Játékvezetők: Jørum, Kleven (NOR) |
| 2019. március 24. 16:00 | Daszek, Toledo 5 | (10–10)     | Cañellas 6  | Orlen Arena, Płock Nézőszám: 4000 Játékvezetők: Jørum, Kleven (NOR) |
| 2019. március 24. 16:00 | 4× 2×            | Jegyzőkönyv | 1× 2×       | Orlen Arena, Płock Nézőszám: 4000 Játékvezetők: Jørum, Kleven (NOR) |

| 2019. március 31. 17:00 | Pick Szeged | 23–16       | Wisła Płock | Városi Sportcsarnok, Szeged Nézőszám: 3200 Játékvezetők: Sondors, Līcis (LAT) |
| 2019. március 31. 17:00 | Bánhidi 6   | (13–8)      | Gębala 5    | Városi Sportcsarnok, Szeged Nézőszám: 3200 Játékvezetők: Sondors, Līcis (LAT) |
| 2019. március 31. 17:00 | 3× 2×       | Jegyzőkönyv | 3× 2×       | Városi Sportcsarnok, Szeged Nézőszám: 3200 Játékvezetők: Sondors, Līcis (LAT) |

| 2019. március 23. 20:30 | RK Zagreb | 18–27       | Vardar Szkopje        | Arena Zagreb, Zágráb Nézőszám: 7836 Játékvezetők: Geipel, Helbig (GER) |
| 2019. március 23. 20:30 | Mandić 5  | (6–14)      | Karačić, Krištopāns 5 | Arena Zagreb, Zágráb Nézőszám: 7836 Játékvezetők: Geipel, Helbig (GER) |
| 2019. március 23. 20:30 | 4× 1×     | Jegyzőkönyv | 1×                    | Arena Zagreb, Zágráb Nézőszám: 7836 Játékvezetők: Geipel, Helbig (GER) |

| 2019. március 30. 19:30 | Vardar Szkopje | 32–30       | RK Zagreb | Jane Sandanski Arena, Szkopje Nézőszám: 5500 Játékvezetők: Madsen, Mortensen (DEN) |
| 2019. március 30. 19:30 | Čupić 9        | (19–13)     | Horvat 11 | Jane Sandanski Arena, Szkopje Nézőszám: 5500 Játékvezetők: Madsen, Mortensen (DEN) |
| 2019. március 30. 19:30 | 1× 1×          | Jegyzőkönyv | 7× 3×     | Jane Sandanski Arena, Szkopje Nézőszám: 5500 Játékvezetők: Madsen, Mortensen (DEN) |

| 2019. március 23. 19:30 | Meskov Breszt | 28–30       | Flensburg-Handewitt | Universal Sports Complex Victoria, Breszt Nézőszám: 3500 Játékvezetők: Kurtagic, Wetterwik (SWE) |
| 2019. március 23. 19:30 | Đorđić 6      | (14–14)     | Schmidt 8           | Universal Sports Complex Victoria, Breszt Nézőszám: 3500 Játékvezetők: Kurtagic, Wetterwik (SWE) |
| 2019. március 23. 19:30 | 2× 1×         | Jegyzőkönyv | 7× 2×               | Universal Sports Complex Victoria, Breszt Nézőszám: 3500 Játékvezetők: Kurtagic, Wetterwik (SWE) |

| 2019. március 31. 19:00 | Flensburg-Handewitt | 30–20       | Meskov Breszt | Flens Arena, Flensburg Nézőszám: 4709 Játékvezetők: Pavićević, Ražnatović (MNE) |
| 2019. március 31. 19:00 | Wanne 7             | (14–8)      | Ðukić 6       | Flens Arena, Flensburg Nézőszám: 4709 Játékvezetők: Pavićević, Ražnatović (MNE) |
| 2019. március 31. 19:00 | 3× 2×               | Jegyzőkönyv | 4× 1×         | Flens Arena, Flensburg Nézőszám: 4709 Játékvezetők: Pavićević, Ražnatović (MNE) |

| 2019. március 23. 18:30 | Motor Zaporizzsja | 33–33       | Vive Tauron Kielce    | Yunost Sport Hall, Zaporizzsja Nézőszám: 3500 Játékvezetők: Brunovský, Čanda (SVK) |
| 2019. március 23. 18:30 | Kozakevics 9      | (16–16)     | Cindrić, Dujsebajev 8 | Yunost Sport Hall, Zaporizzsja Nézőszám: 3500 Játékvezetők: Brunovský, Čanda (SVK) |
| 2019. március 23. 18:30 | 3×                | Jegyzőkönyv | 2× 3×                 | Yunost Sport Hall, Zaporizzsja Nézőszám: 3500 Játékvezetők: Brunovský, Čanda (SVK) |

| 2019. március 30. 16:00 | Vive Tauron Kielce  | 33–29       | Motor Zaporizzsja | Hala Legionów, Kielce Nézőszám: 3900 Játékvezetők: Caçador, Nicolau (POR) |
| 2019. március 30. 16:00 | Dujsebajev, Kules 6 | (17–12)     | Kozakevics 7      | Hala Legionów, Kielce Nézőszám: 3900 Játékvezetők: Caçador, Nicolau (POR) |
| 2019. március 30. 16:00 | 2× 3×               | Jegyzőkönyv | 4× 1×             | Hala Legionów, Kielce Nézőszám: 3900 Játékvezetők: Caçador, Nicolau (POR) |

| 2019. március 20. 19:00 | Rhein-Neckar Löwen | 34–32       | HBC Nantes         | SAP Arena, Mannheim Nézőszám: 5417 Játékvezetők: Marín, García (ESP) |
| 2019. március 20. 19:00 | Kohlbacher 11      | (18–16)     | Gurbindo, Nyokas 7 | SAP Arena, Mannheim Nézőszám: 5417 Játékvezetők: Marín, García (ESP) |
| 2019. március 20. 19:00 | 4× 3×              | Jegyzőkönyv | 1× 1×              | SAP Arena, Mannheim Nézőszám: 5417 Játékvezetők: Marín, García (ESP) |

| 2019. március 30. 18:45 | HBC Nantes        | 30–27       | Rhein-Neckar Löwen | Parc des expositions de la Beaujoire, Nantes Nézőszám: 5902 Játékvezetők: Baranowski, Lemanowicz (POL) |
| 2019. március 30. 18:45 | Lagarde, Rivera 8 | (14–14)     | három játékos 5    | Parc des expositions de la Beaujoire, Nantes Nézőszám: 5902 Játékvezetők: Baranowski, Lemanowicz (POL) |
| 2019. március 30. 18:45 | 3× 3×             | Jegyzőkönyv | 2× 3×              | Parc des expositions de la Beaujoire, Nantes Nézőszám: 5902 Játékvezetők: Baranowski, Lemanowicz (POL) |

## Negyeddöntők
| 1. csapat           | Össz. | 2. csapat           | 1. mérk. | 2. mérk. |
| ------------------- | ----- | ------------------- | -------- | -------- |
| HBC Nantes          | 51–61 | FC Barcelona        | 25–32    | 26–29    |
| Vive Targi Kielce   | 60–59 | Paris Saint-Germain | 34–24    | 26–35    |
| Flensburg Handewitt | 47–57 | Telekom Veszprém KC | 22–28    | 25–29    |
| Vardar Szkopje      | 56–52 | Pick Szeged         | 31–23    | 25–29    |

| 2019. április 24. 20:45 | HBC Nantes | 25–32       | FC Barcelona | Parc des expositions de la Beaujoire, Nantes Nézőszám: 5657 Játékvezetők: Gubica, Milošević (CRO) |
| 2019. április 24. 20:45 | Rivera 8   | (12–16)     | Fabregas 9   | Parc des expositions de la Beaujoire, Nantes Nézőszám: 5657 Játékvezetők: Gubica, Milošević (CRO) |
| 2019. április 24. 20:45 | 3× 1×      | Jegyzőkönyv | 4× 3×        | Parc des expositions de la Beaujoire, Nantes Nézőszám: 5657 Játékvezetők: Gubica, Milošević (CRO) |

| 2019. május 4. 19:30 | FC Barcelona | 29–26       | HBC Nantes | Palau Blaugrana, Barcelona Nézőszám: 5278 Játékvezetők: Gjeding, Hansen (DEN) |
| 2019. május 4. 19:30 | Andersson 5  | (17–14)     | Tournat 5  | Palau Blaugrana, Barcelona Nézőszám: 5278 Játékvezetők: Gjeding, Hansen (DEN) |
| 2019. május 4. 19:30 | 3× 1×        | Jegyzőkönyv | 3× 1×      | Palau Blaugrana, Barcelona Nézőszám: 5278 Játékvezetők: Gjeding, Hansen (DEN) |

| 2019. április 27. 18:00 | Vive Tauron Kielce | 34–24       | Paris Saint-Germain | Hala Legionów, Kielce Nézőszám: 4200 Játékvezetők: Zotin, Volodkov (RUS) |
| 2019. április 27. 18:00 | Karaljok, Kules 6  | (16–11)     | Gensheimer 11       | Hala Legionów, Kielce Nézőszám: 4200 Játékvezetők: Zotin, Volodkov (RUS) |
| 2019. április 27. 18:00 | 4× 3×              | Jegyzőkönyv | 2× 3×               | Hala Legionów, Kielce Nézőszám: 4200 Játékvezetők: Zotin, Volodkov (RUS) |

| 2019. május 5. 17:00 | Paris Saint-Germain | 35–26       | Vive Tauron Kielce | Halle Georges Carpentier, Párizs Nézőszám: 3500 Játékvezetők: Nikolić, Stojković (SRB) |
| 2019. május 5. 17:00 | Remili 13           | (18–11)     | Cindrić 6          | Halle Georges Carpentier, Párizs Nézőszám: 3500 Játékvezetők: Nikolić, Stojković (SRB) |
| 2019. május 5. 17:00 | 8× 3× 1×            | Jegyzőkönyv | 8× 3×              | Halle Georges Carpentier, Párizs Nézőszám: 3500 Játékvezetők: Nikolić, Stojković (SRB) |

| 2019. április 24. 19:00 | Flensburg-Handewitt | 22–28       | Telekom Veszprém KC | Flens Arena, Flensburg Nézőszám: 5118 Játékvezetők: Horáček, Novotný (CZE) |
| 2019. április 24. 19:00 | Glandorf, Jøndal 5  | (15–15)     | Nilsson 6           | Flens Arena, Flensburg Nézőszám: 5118 Játékvezetők: Horáček, Novotný (CZE) |
| 2019. április 24. 19:00 | 3× 1×               | Jegyzőkönyv | 4× 3×               | Flens Arena, Flensburg Nézőszám: 5118 Játékvezetők: Horáček, Novotný (CZE) |

| 2019. május 4. 17:30 | Telekom Veszprém KC | 29–25       | Flensburg-Handewitt | Veszprém Aréna, Veszprém Nézőszám: 5321 Játékvezetők: Pichon, Reveret (FRA) |
| 2019. május 4. 17:30 | Gajić 6             | (17–13)     | Wanne 7             | Veszprém Aréna, Veszprém Nézőszám: 5321 Játékvezetők: Pichon, Reveret (FRA) |
| 2019. május 4. 17:30 | 3× 1×               | Jegyzőkönyv | 1× 2×               | Veszprém Aréna, Veszprém Nézőszám: 5321 Játékvezetők: Pichon, Reveret (FRA) |

| 2019. április 25. 20:00 | Vardar Szkopje        | 31–23       | Pick Szeged | Jane Sandanski Arena, Szkopje Nézőszám: 5500 Játékvezetők: Baďura, Ondogrecula (SVK) |
| 2019. április 25. 20:00 | Karačić, Krištopāns 8 | (14–12)     | Bánhidi 5   | Jane Sandanski Arena, Szkopje Nézőszám: 5500 Játékvezetők: Baďura, Ondogrecula (SVK) |
| 2019. április 25. 20:00 | 3× 3×                 | Jegyzőkönyv | 5× 2×       | Jane Sandanski Arena, Szkopje Nézőszám: 5500 Játékvezetők: Baďura, Ondogrecula (SVK) |

| 2019. május 5. 19:00 | Pick Szeged | 29–25       | Vardar Szkopje | Városi Sportcsarnok, Szeged Nézőszám: 3200 Játékvezetők: López, Ramírez (ESP) |
| 2019. május 5. 19:00 | Bánhidi 7   | (17–9)      | Karačić 8      | Városi Sportcsarnok, Szeged Nézőszám: 3200 Játékvezetők: López, Ramírez (ESP) |
| 2019. május 5. 19:00 | 8× 4× 2×    | Jegyzőkönyv | 5× 2× 1×       | Városi Sportcsarnok, Szeged Nézőszám: 3200 Játékvezetők: López, Ramírez (ESP) |

## Final Four

### Elődöntők
| 2019. június 1. 15:15 | Telekom Veszprém KC | 33–30       | Vive Tauron Kielce | Lanxess Arena, Köln Nézőszám: 19 250 Játékvezetők: Nikolov, Nacsevszki (MKD) |
| 2019. június 1. 15:15 | Nenadić 12          | (13–13)     | Dujsebajev 6       | Lanxess Arena, Köln Nézőszám: 19 250 Játékvezetők: Nikolov, Nacsevszki (MKD) |
| 2019. június 1. 15:15 | 3× 2× 1×            | Jegyzőkönyv | 2× 2×              | Lanxess Arena, Köln Nézőszám: 19 250 Játékvezetők: Nikolov, Nacsevszki (MKD) |

| 2019. június 1. 18:00 | Vardar Szkopje | 27–29       | FC Barcelona  | Lanxess Arena, Köln Nézőszám: 19 250 Játékvezetők: Sondors, Līcis (LAT) |
| 2019. június 1. 18:00 | Gómez 9        | (16–9)      | Krištopāns 10 | Lanxess Arena, Köln Nézőszám: 19 250 Játékvezetők: Sondors, Līcis (LAT) |
| 2019. június 1. 18:00 | 5× 4× 1×       | Jegyzőkönyv | 3× 2×         | Lanxess Arena, Köln Nézőszám: 19 250 Játékvezetők: Sondors, Līcis (LAT) |

### Harmadik helyért
| 2019. június 2. 15:15 | FC Barcelona | 40–35       | Vive Tauron Kielce | Lanxess Arena, Köln Nézőszám: 19 250 Játékvezetők: Santos, Fonseca (POR) |
| 2019. június 2. 15:15 | Mem 8        | (20–16)     | Moryto 10          | Lanxess Arena, Köln Nézőszám: 19 250 Játékvezetők: Santos, Fonseca (POR) |
| 2019. június 2. 15:15 | 9×           | Jegyzőkönyv | 8× 4×              | Lanxess Arena, Köln Nézőszám: 19 250 Játékvezetők: Santos, Fonseca (POR) |

### Döntő
| 2019. június 2. 18:00 | Vardar Szkopje | 27–24       | Telekom Veszprém | Lanxess Arena, Köln Nézőszám: 19 250 Játékvezetők: Geipel, Helbig (GER) |
| 2019. június 2. 18:00 | Ferreira 6     | (16–11)     | Mahé 6           | Lanxess Arena, Köln Nézőszám: 19 250 Játékvezetők: Geipel, Helbig (GER) |
| 2019. június 2. 18:00 | 2× 3×          | Jegyzőkönyv | 5× 2×            | Lanxess Arena, Köln Nézőszám: 19 250 Játékvezetők: Geipel, Helbig (GER) |